# 日本薬剤師ボランティア協会
日本薬剤師ボランティア協会（にほんやくざいしボランティアきょうかい）は、薬剤師によって構成される日本の団体。2008年8月に設立された。薬に関する啓蒙、啓発活動や薬剤師の利益を守るための社会的活動などのほか、薬剤師として社会に何が還元できるかを追求している。英語表記は、Japan Pharmacist Volunteer Association (JPVA)。
なお日本薬剤師会とは独立した組織である。

## 薬剤師によるボランティア団体
薬剤師によるボランティア団体は、海外において代表的なものに国境なき薬剤師団(Pharmaciens Sans Frontieres)がある。国境なき薬剤師団は、薬学分野を専門とした、世界で唯一の人道的活動団体で、本部はパリから南へ420kmに位置するClermont Ferrand市にある。現在はフランス陸軍の旧兵舎を利用(フランス政府より無償貸与)し、国際的な活動を行っている。国境なき薬剤師団は、1985年にClermont Ferrand市の5人の薬剤師が、発展途上国の人々がより健康になる事を目的とし設立したのが始まりである。現在では、緊急時のプログラムとして医薬品や医療用具を、自然、経済及び人為的災害を受けた国の適切な組織へ配布、長期的には、自主的な健康管理システムの復旧と特定医薬品のサポートなどで、国際的な活動を行っている。
日本においては日本災害医療薬剤師学会が自然災害時の医薬品や医療器具の配布で活動しているが、薬剤師によるボランティア活動はそれほど普及・認知されていないのが現状のようである。